# Guus Hiddink
Guus Hiddink (Varsseveld, 8 november 1946) is een Nederlandse voormalig voetbaltrainer en voetballer.
Hij speelde in het algemeen als een middenvelder.
Hiddink speelde bij De Graafschap, PSV, N.E.C., Washington Diplomats en San Jose Earthquakes. Hiddink was onder meer trainer van PSV, Valencia, Real Madrid, Chelsea en Anzji Machatsjkala. Als bondscoach leidde hij de nationale elftallen van Nederland, Zuid-Korea, Australië, Rusland, Turkije, China –21 en Curaçao.

## Spelerscarrière
Hiddink werd geboren en groeide op in het Oost-Gelderse dorp Varsseveld. Tijdens zijn jeugd voetbalde hij voor de amateurvereniging SC Varsseveld, waar hij op twaalfjarige leeftijd lid werd. Eerder kon dat in die tijd nog niet. Hiddink bleek een technisch begaafde linksbenige middenvelder. In mei 1961 speelde Hiddink, 15 jaar oud, zijn eerste wedstrijd in het eerste elftal van SC Varsseveld.

### De Graafschap
Hiddink gaf zijn studie voorrang boven het voetbal en ging na een mislukte poging de HBS af te ronden de CIOS-opleiding volgen. In zijn tweede jaar moest Hiddink stage lopen bij een betaaldvoetbalclub en werd jeugdtrainer bij De Graafschap. Toen hij het CIOS afrondde werd Hiddink ook direct gediplomeerd voetbaltrainer, hij kreeg toen het B-diploma, het een na hoogste toentertijd. Na het CIOS werd Hiddink, door hoofdtrainer Evert Teunissen, benoemd tot fulltime jeugdtrainer en assistent-hoofdtrainer.
In 1967 degradeerde De Graafschap naar de tweede divisie en werd een nieuwe hoofdtrainer aangesteld, Ad Zonderland. Hiddink speelde al een jaar lang geen voetbal meer, maar Zonderland voegde Hiddink bij de selectie, de spelersselectie dit keer. Na twee jaar in de tweede divisie werd De Graafschap in 1969 kampioen, met Hiddink als topscorer met 22 doelpunten, en promoveerde naar de eerste divisie. Na één jaar eerste divisie kocht PSV Hiddink. Hiddink bleef anderhalf jaar bij PSV, maar een vaste basisplaats veroveren lukte hem niet.
Na PSV keerde hij terug naar De Graafschap waar Piet de Visser destijds de trainer was. Zijn jongere broers René en Karel werden toen ook aan de selectie van De Graafschap toegevoegd. René voetbalde uiteindelijk enkel bij De Graafschap en Karel speelde later ook nog bij FC Groningen en BV Veendam. Hiddink ging dus terug naar de eerste divisie, maar promoveerde in 1973 naar de Eredivisie. Toen De Graafschap in 1977 degradeerde vertrok Hiddink naar N.E.C. In april 1978 ging hij enkele maanden naar de Washington Diplomats (VS), waarna hij weer voor N.E.C. speelde, om vervolgens weer enkele maanden in de Verenigde Staten te voetballen, nu bij San José Earthquakes, waarna hij wederom terugkeerde naar N.E.C., om uiteindelijk de laatste twee jaren van zijn voetbalcarrière af te sluiten bij De Graafschap.

## Coach

### De Graafschap

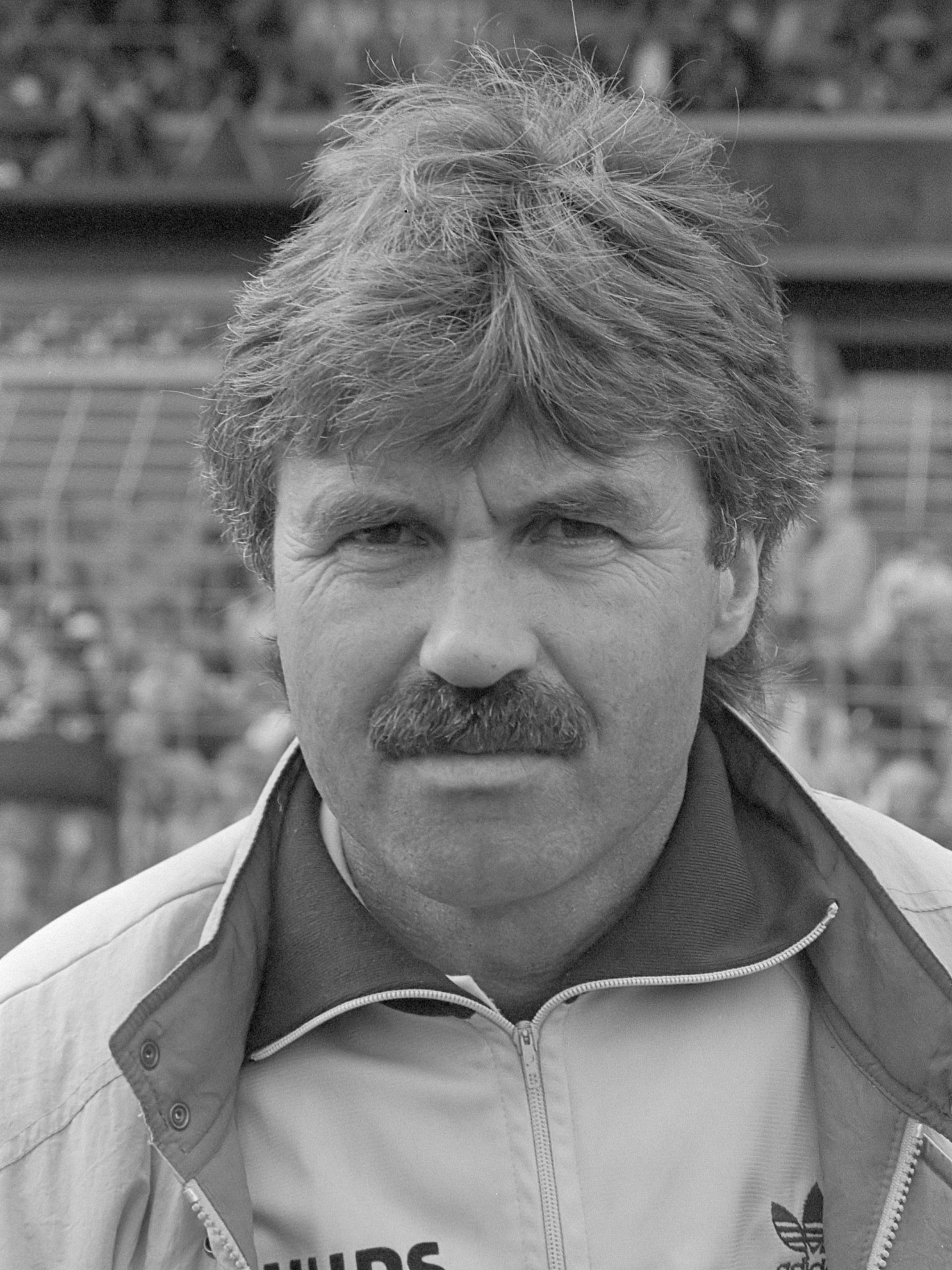
Assistent-trainer bij PSV (1986)

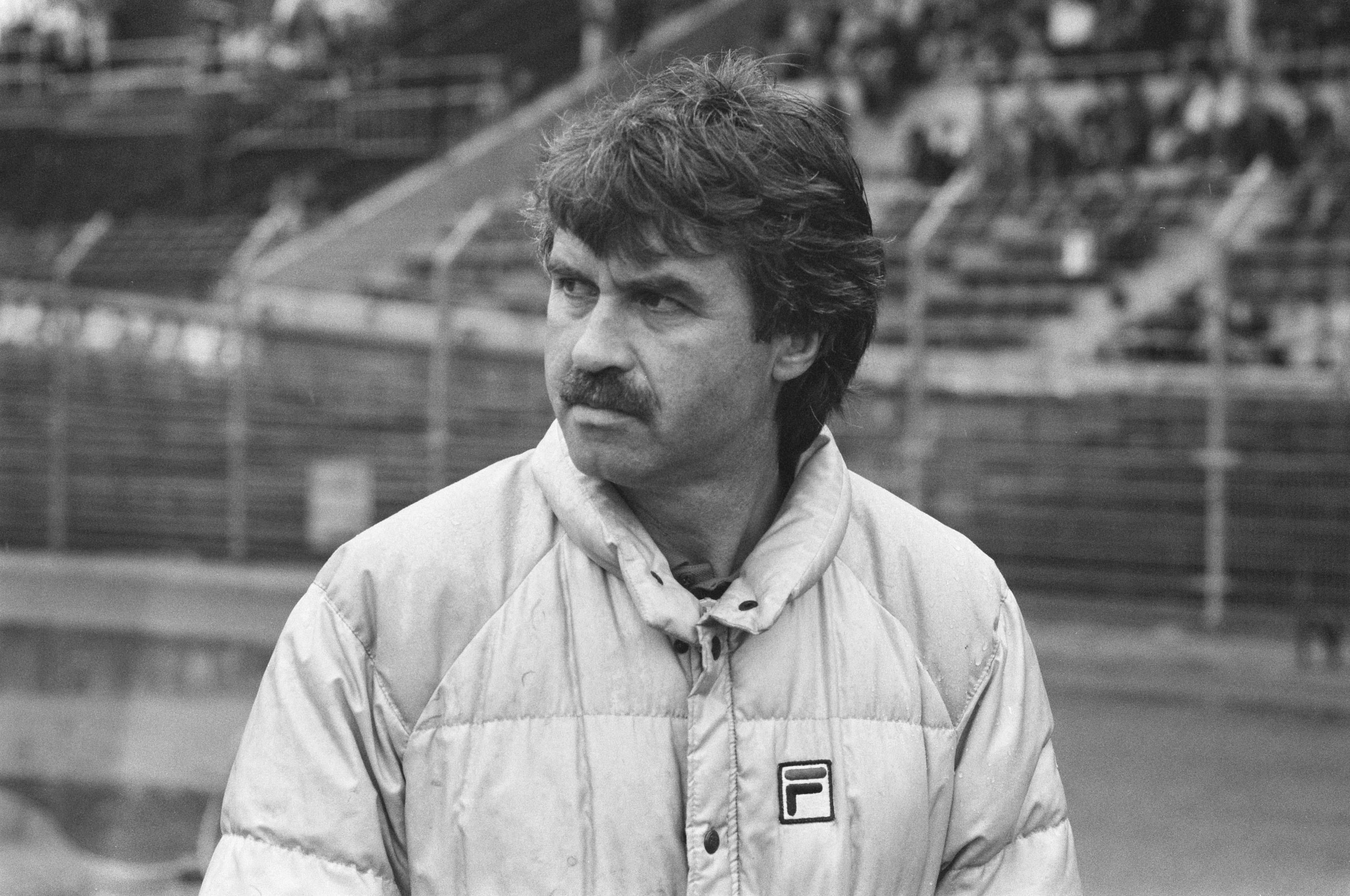
Guus Hiddink als trainer van PSV (1987)

De trainerscarrière van Guus Hiddink startte ook bij De Graafschap. Van 1981 tot 1984 was hij hier assistent-trainer. Vervolgens maakte hij de overstap naar PSV, waar hij eerst assistent-trainer was en vanaf maart 1987 hoofdtrainer.

### PSV
Hij nam de taken over van Hans Kraay sr. die in conflict was geraakt met Ruud Gullit. Onder leiding van Hiddink won PSV in 3,5 jaar tijd driemaal de landstitel (1986/1987, 1987/1988, 1988/1989), driemaal de nationale beker (1987/1988, 1988/1989, 1989/1990) en eenmaal de Europacup I, in het seizoen 1987/1988.

### Fenerbahçe
Na zijn periode bij PSV werd Hiddink trainer van de Turkse club Fenerbahçe. Hij tekende een contract voor twee jaar met een optie om na één jaar te vertrekken indien een Spaanse of Italiaanse club zich zou melden. Toen Hiddink in het seizoen 1990/91 een contract tekende bij Valencia, hoefde hij zijn werkzaamheden bij Fenerbahçe niet af te maken.

### Valencia
In de seizoenen 1991/92 en 1992/93 behaalde Hiddink twee jaar op rij UEFA-Cup voetbal met Valencia. In het begin van het derde seizoen bij Valencia kwam Hiddink door tegenvallende resultaten in de problemen, waarna hij eind 1993 ontslagen werd. Drie maanden later, februari 1994, wilde Valencia hem echter terug: na Hiddinks vertrek was de club danig weggezakt en dreigde degradatie. Het lukte om Valencia in de Primera División te houden, maar Hiddink keerde Valencia de rug toe en hield een sabbatical. In de drie seizoenen dat hij daar onder contract stond behaalde hij twee keer een vierde plaats en een keer een zevende plaats in de eindrankschikking van de Primera División. Zijn passie voor de golfsport haalde Hiddink in Spanje op, waar zijn hotel naast de golfbaan stond.

### Nederlands elftal (eerste keer)
Op 1 januari 1995 werd Hiddink benoemd tot bondscoach van het Nederlands voetbalelftal. Hij volgde de naar PSV vertrokken Dick Advocaat op. Hiddinks Oranje kwalificeerde zich ternauwernood voor het EK in Engeland. Na een verloren wedstrijd in en tegen Wit-Rusland leek Nederland kansloos, maar door onverwacht verlies van Tsjechië bij Luxemburg behield Nederland een kans op het EK. Via een play-offwedstrijd tegen Ierland, gespeeld op Anfield Road, kwalificeerde Nederland zich. Nederland bereikte de kwartfinale op het Europees kampioenschap in 1996. Hiddink kreeg daar te maken met de kabel, onenigheid tussen enkele donkere en blanke spelers van Ajax, wat mede de oorzaak zou zijn van de uitschakeling. Edgar Davids werd door Hiddink tijdens het toernooi uit de selectie verwijderd.
De kwalificatiereeks voor het WK 98 verliep voortvarend: Wales werd met 1-3 en 7-1 verslagen, België werd met 0-3 en 3-1 verslagen en San Marino met 4-0 en 0-6. De enige verloren wedstrijd was in en tegen Turkije (1-0). Op het wereldkampioenschap in 1998 werd Nederland eerste in een groep met België, Mexico en Zuid-Korea. In de achtste finale werd Joegoslavië met 2-1 verslagen en in de kwartfinale Argentinië met 2-1. In de halve finale verloor Nederland echter na het nemen van strafschoppen van Brazilië. De wedstrijd om de 3e en 4e plaats tegen Kroatië werd vervolgens ook verloren.

### Real Madrid en Real Betis
Slechts enkele dagen na de laatste wedstrijd op het WK trad Hiddink in dienst bij Real Madrid. Real Madrid had het seizoen ervoor de Champions League gewonnen en mocht in 1998 de strijd om de wereldbeker aan. In Tokio won Real onder leiding van Hiddink met 2-1 van Vasco da Gama en won zo de wereldbeker voor clubteams. Verder verliep het seizoen teleurstellend en in maart 1999 werd Hiddink ontslagen door voorzitter Lorenzo Sanz. Aanleiding zou het niet opstellen van zijn zoon Fernando Sanz zijn geweest. Na zijn vertrek bij Real Madrid was Hiddink nog drie maanden interim-coach bij Real Betis Sevilla. Hiddink werd de zevende trainer in twee jaar tijd en hield de ploeg in de Primera División. In 2000 nam Hiddink wederom wat gas terug.

### Zuid-Korea
Op 1 januari 2001 werd Hiddink opnieuw bondscoach, nu van Zuid-Korea. Zuid-Korea was als een van de twee gastlanden direct geplaatst voor het WK van 2002. Hiddink kreeg wat hij wilde van de Zuid-Koreaanse bond: de spelers werden uit de competitie gehaald en Hiddink kreeg een budget voor trainingskampen en oefenwedstrijden tegen topteams. Zijn aanpak lukte, want op het Wereldkampioenschap voetbal 2002 slaagde Hiddink er tot verrassing van velen in om met Zuid-Korea de halve finale te halen. Daarin werd verloren van Duitsland. Ook de wedstrijd om de derde en de vierde plaats, tegen Turkije, werd verloren. Desondanks was de 4e plaats een uitstekend resultaat. Deze prestatie maakte hem in Zuid-Korea bijzonder populair en in zijn geboorteplaats Varsseveld werd een museum, het Guuseum, ingericht, waar veel Zuid-Koreanen naartoe kwamen. In Gwangju werd het Gwangju World Cup Stadium omgedoopt in het Guus Hiddinkstadion. De prestatie met het Zuid-Koreaans elftal leverde Hiddink de titel Nederlands Sportcoach van het Jaar op.

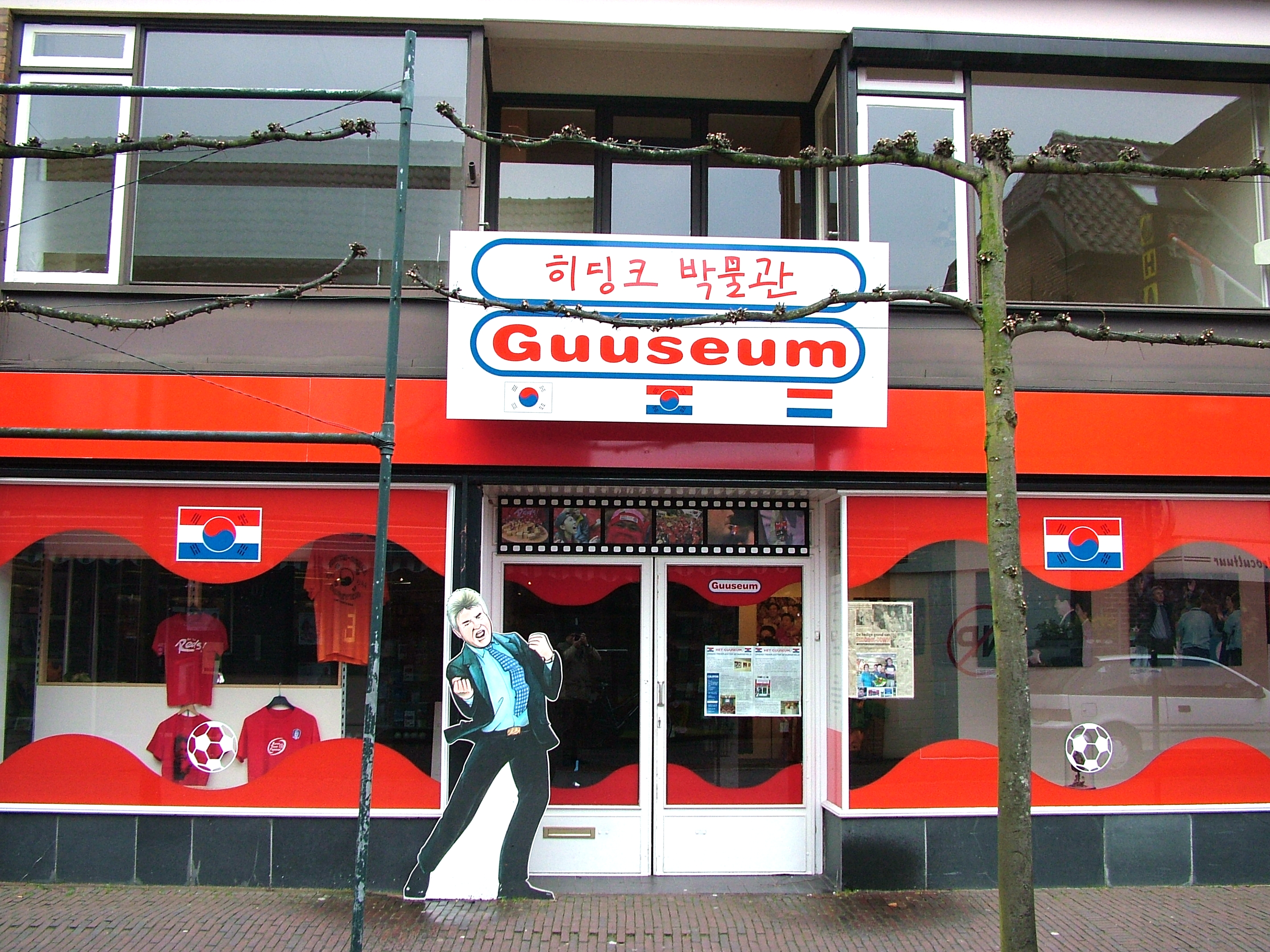
Guuseum in Varsseveld

### PSV
In de zomer van 2002 keerde Hiddink terug naar PSV. In het eerste seizoen wist Hiddink direct zijn vierde landstitel met de club te veroveren. In zijn trainersloopbaan was het seizoen 2004-2005 voor Hiddink zeer succesvol. Met PSV behaalde hij halve finale van de Champions League. Na de groepsfase versloeg PSV in de achtste finales AS Monaco en in de kwartfinale Olympique Lyonnais. In de halve finale strandde PSV echter tegen AC Milan, na een 2-0-verlies in Milaan en een 3-1 winst in Eindhoven. Het seizoen 2004/2005 werd onder andere afgesloten met het behalen van de dubbel, de landstitel en de Amstel Cup; Hiddinks derde met PSV. In het seizoen 2005/2006 werd Hiddink voor de zesde keer landskampioen met PSV. Bij de huldiging op het Stadhuisplein in Eindhoven werd Hiddink benoemd tot ereburger van Eindhoven. Door de verschillende Nederlandse voetbalcoaches werd Hiddink zowel in het seizoen 2004/05 als in 2005/06 gekozen tot Coach van het jaar in het betaald voetbal, terwijl zijn prestaties in het jaar 2005 werden beloond met de titel Nederlands Sportcoach van het Jaar.

### Australië
Op 22 juli 2005 werd Hiddink benoemd tot bondscoach van Australië, een functie die hij zou combineren met zijn werk als coach van PSV. Op 16 november 2005 wist hij zich met Australië voor het WK voetbal in 2006 te plaatsen ten koste van Uruguay. Australië plaatste zich daarmee voor de tweede keer in de geschiedenis voor een WK. De laatste keer was in 1974, waar het slechts één puntje behaalde door een 0-0 gelijkspel tegen Chili. Tijdens het WK van 2006 werd Australië in een groep met Brazilië, Kroatië en Japan tweede waarmee ze zich plaatsten voor de achtste finales. Daar werd Australië uitgeschakeld door de latere wereldkampioen Italië.

### Rusland

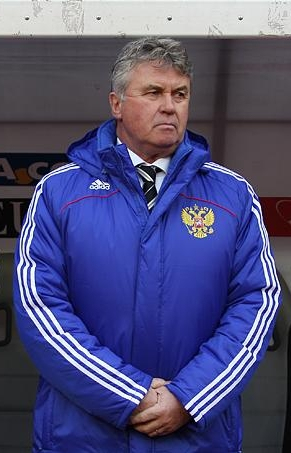
Bondscoach van Rusland (2009)

Op 10 april 2006 maakte Hiddink in het Nederlandse televisieprogramma Holland Sport (VPRO) bekend dat hij bondscoach zou worden van Rusland. Met deze ploeg wist hij Engeland te verslaan en daarmee de kansen voor de EK-kwalificatie aanzienlijk te vergroten. De  Russische president Vladimir Poetin feliciteerde Hiddink met deze prestatie. Na verlies in Israël leken de kansen voor Rusland verkeken, maar na een verrassende nederlaag van Engeland tegen Kroatië won Hiddink met het Russisch elftal van Andorra, waardoor Rusland zich plaatste voor het Europese kampioenschap 2008 in Oostenrijk en Zwitserland. Veel kranten gaven hem de bijnaam 'Guus Geluk', vanwege zijn bijzondere prestaties met Nederland, Zuid-Korea, Australië en Rusland.
Op het EK 2008 reikte Hiddink tot de halve finales, na onder meer een overwinning van 3-1 in de kwartfinales tegen Nederland. Voorafgaand aan deze overwinning zei Hiddink: "Ik hoop de verrader van het jaar te worden. Dat zou betekenen dat wij winnen", en op de vraag of hij het Nederlandse volkslied mee zou zingen was zijn antwoord: "Ik vind dat Rusland een mooi volkslied heeft, qua melodie. Dat neurie ik dan ook een beetje mee. Bij Nederland doe ik dat niet." De Russische president Dmitri Medvedev liet zich daags na de overwinning gekscherend ontvallen dat Hiddink Russisch staatsburger zou kunnen worden in geval hij om 'veiligheidsredenen' niet meer naar Nederland terug zou kunnen keren. Nog voor de wedstrijd tegen Nederland werd in een kuuroord bij Maloritsjenske op de Krim een standbeeld voor Guus Hiddink onthuld door de Russische beeldhouwer Jevgeni Jablonski.

### Interim-trainer van Chelsea
Op 9 februari 2009 werd duidelijk dat Hiddink, na toestemming van de Russische voetbalbond, mocht praten met het bestuur van de Engelse club Chelsea, om daar tot in elk geval het einde van het seizoen de club te trainen als hoofdcoach. Op woensdag 11 februari werd duidelijk dat Hiddink definitief als interim-trainer aan de slag ging bij Chelsea. In de competitie brengt hij het team weer aan het winnen, elf keer in dertien duels. Hierdoor eindigt Chelsea het seizoen toch nog als derde. Ook in de Champions League is hij succesvol door in de achtste finale Juventus uit te schakelen en in de kwartfinale Liverpool na een spectaculair gelijkspel op Stamford Bridge (4-4). In de halve finale lijkt ook Barcelona slachtoffer te worden, maar ver in blessuretijd maakt Andres Iniesta 1-1, waardoor de halve finale wederom het eindstation is voor de Londense club. Op 17 mei 2009 leidt Hiddink Chelsea voor de laatste keer in een thuiswedstrijd. Het publiek zingt bijna de volledige tweede helft zijn naam en na afloop vormen de spelers een erehaag voor hem. Op 30 mei 2009 sloot hij het seizoen af met winst in de FA Cup tegen Everton.

### Turkije
Per 1 augustus 2010 ging Hiddink aan de slag als bondscoach van het Turks voetbalelftal. Hiddink nam daar de opdracht aan om zich met de op dat moment nummer 39 van de FIFA-wereldranglijst te kwalificeren voor het Europees kampioenschap 2012. Het nationale team van Ivoorkust wilde graag dat Hiddink daarvoor nog als interim-coach met het Afrikaanse land naar het wereldkampioenschap 2010 zou gaan. De Varssevelder liet dit aanbod niettemin passeren om zich gedurende dat WK al te kunnen voorbereiden op zijn werk in Turkije. Op 11 oktober 2011 dwong Hiddink met Turkije een play-off plaats voor het EK af. Nadat Turkije in de thuiswedstrijd met 3-0 van Kroatië verloor en daarmee al vrijwel kansloos werd voor plaatsing, werd in de tweede wedstrijd gelijkgespeeld. Direct na de uitschakeling werd het contract met Turkije ontbonden.
In mei 2011 werd Hiddink in de media herhaaldelijk in verband gebracht met een rol als lid van de Raad van Commissarissen bij Ajax. Hiddink zelf ontkende deze interesse niet, maar zei in zijn column in De Telegraaf dat hij zich voorlopig nog enkel op zijn taak als bondscoach van Turkije wilde richten.

### FC Anzji Machatsjkala
Op 17 februari 2012 werd Hiddink trainer van de Russische club Anzji Machatsjkala. Eind december leek dat rond, maar was hij ook in beeld om bij die club hoofdadviseur te worden. Hiddink behaalde in zijn eerste seizoen een vijfde plaats met de club en plaatste zich hiermee voor de Europa League. De club wist door te dringen tot de achtste finale. In het seizoen 2012/13 eindigde de club op de derde plaats in de competitie en plaatste het zich opnieuw voor de Europa League. Op maandag 22 juli 2013 stapte Hiddink echter op, ondanks het feit dat hij kort daarvoor nog zijn contract had verlengd. René Meulensteen nam het stokje van hem over.

### Technische staf PSV
Op 7 februari 2014 maakte PSV bekend dat Hiddink wekelijks de technische staf van PSV-trainer Phillip Cocu zou gaan ondersteunen op het trainingsveld tot aan het eind van het seizoen. Na de komst van Hiddink wist PSV acht wedstrijden op een rij te winnen en eindigde het seizoen op de vierde plek.

### Nederlands elftal (tweede keer)
Hiddink volgde op 1 augustus 2014 Louis van Gaal op als bondscoach van het Nederlands elftal. In de eerste vijf duels van de kwalificatiereeks voor het Europees kampioenschap 2016 haalde Nederland zeven punten door een overwinning op Kazachstan, Letland en een gelijkspel tegen Turkije. Na het Europees kampioenschap zou Hiddink worden opgevolgd door Danny Blind; hijzelf zou dan verdergaan in een meer adviserende rol. Op 29 juni 2015 werd echter besloten het contract van Hiddink per 1 juli 2015 te beëindigen, nadat in tien interlands onder zijn leiding niet meer dan vier overwinningen werden geboekt. Achteraf heeft Hiddink echter bekend wel degelijk ontslagen te zijn door KNVB-directeur Bert van Oostveen, die samen met team manager Hans Jorritsma naar Hiddinks huis in Frankrijk was gekomen.
| Interlands Nederland onder leiding van Guus Hiddink | Interlands Nederland onder leiding van Guus Hiddink | Interlands Nederland onder leiding van Guus Hiddink | Interlands Nederland onder leiding van Guus Hiddink | Interlands Nederland onder leiding van Guus Hiddink | Interlands Nederland onder leiding van Guus Hiddink |
| №                                                   | Datum                                               | Wedstrijd                                           | Uitslag                                             | Competitie                                          |                                                     |
| --------------------------------------------------- | --------------------------------------------------- | --------------------------------------------------- | --------------------------------------------------- | --------------------------------------------------- | --------------------------------------------------- |
| 1                                                   | 4 september 2014                                    | Italië – Nederland                                  | 2 – 0                                               | Vriendschappelijk                                   |                                                     |
| 2                                                   | 9 september 2014                                    | Tsjechië – Nederland                                | 2 – 1                                               | EK-kwalificatie                                     |                                                     |
| 3                                                   | 10 oktober 2014                                     | Nederland – Kazachstan                              | 3 – 1                                               | EK-kwalificatie                                     |                                                     |
| 4                                                   | 13 oktober 2014                                     | IJsland – Nederland                                 | 2 – 0                                               | EK-kwalificatie                                     |                                                     |
| 5                                                   | 12 november 2014                                    | Nederland – Mexico                                  | 2 – 3                                               | Vriendschappelijk                                   |                                                     |
| 6                                                   | 16 november 2014                                    | Nederland – Letland                                 | 6 – 0                                               | EK-kwalificatie                                     |                                                     |
| 7                                                   | 28 maart 2015                                       | Nederland – Turkije                                 | 1 – 1                                               | EK-kwalificatie                                     |                                                     |
| 8                                                   | 31 maart 2015                                       | Nederland – Spanje                                  | 2 – 0                                               | Vriendschappelijk                                   |                                                     |
| 9                                                   | 5 juni 2015                                         | Nederland – Verenigde Staten                        | 3 – 4                                               | Vriendschappelijk                                   |                                                     |
| 10                                                  | 12 juni 2015                                        | Letland – Nederland                                 | 0 – 2                                               | EK-kwalificatie                                     |                                                     |

### Chelsea FC
Na het ontslag van José Mourinho in december 2015 als coach van Chelsea werd Hiddink op 19 december dat jaar aangesteld als zijn opvolger. Hij kreeg een contract tot het einde van het seizoen. In de eerste wedstrijd onder zijn leiding, op zaterdag 26 december, speelde Chelsea op eigen veld met 2-2 gelijk tegen Watford. Namens The Blues miste de Braziliaan Oscar in de slotfase een strafschop. Twee dagen later volgde een 0-0 gelijkspel tegen het Manchester United van trainer-coach Louis van Gaal, waarna Hiddink op 3 januari 2016 zijn eerste overwinning behaalde, toen stadgenoot Crystal Palace met 3-0 werd verslagen.

### China O21
In september 2018 vervolgde Hiddink zijn trainersloopbaan in Azië als bondscoach van China onder 21 en 23. Met dit team kwalificeerde Hiddink zich in 2019 voor het Aziatisch kampioenschap voor teams onder 23 jaar.

### Curaçao
Op 21 augustus 2020 werd bekend dat Hiddink aan de slag zou gaan als bondscoach en technisch directeur van Curaçao. Hij werd hier de opvolger van Remko Bicentini, die niet op de hoogte bleek gesteld dat de bond een nieuwe bondscoach zocht. Hij kreeg het coronavirus in mei 2021 en werd vervangen door Patrick Kluivert. Daarna stopte hij ermee en in september 2021 maakte hij in de nieuwe talkshow van Johnny de Mol bekend definitief te stoppen als coach. Begin augustus 2022 stapte hij ook op als adviseur van Curaçao.

### Australië
In september 2022 maakte Hiddink een kortstondige rentree als assistent bij Australië. Dit betrof een rentree voor twee vriendschappelijke wedstrijden tegen Nieuw-Zeeland als tijdelijke vervanger van René Meulensteen en was op verzoek van toenmalig bondscoach Graham Arnold, die op het WK van 2006 nog assistent was van Hiddink bij Australië. 

## Belastingfraude
In 2006 werd Hiddink gedagvaard voor belastingfraude. In 2002 en 2003 had hij een woning in het Belgische dorp Achel, waar hij ook ingeschreven stond, maar volgens de FIOD niet woonde. Volgens het Openbaar Ministerie zou Hiddink hierdoor € 3,5 miljoen aan inkomsten voor de Nederlandse belasting verzwegen hebben. Hierdoor zou hij € 1,4 miljoen te weinig inkomstenbelasting betaald hebben. Hiddink moest in januari 2007 terechtstaan voor de rechtbank in 's-Hertogenbosch. De officier van justitie eiste op 6 februari een celstraf van tien maanden. Hiddink werd veroordeeld tot een boete van € 45.000 en een celstraf van zes maanden voorwaardelijk. Hij werd alleen veroordeeld voor het doen van een valse belastingaangifte over 2003. Overigens voorkwam deze strafrechtelijke sanctie dat de belastingrechter Hiddink ook nog een fiscale boete kon opleggen; en die zou volgens de daartoe geldende rekenregels rond de € 750.000  hebben bedragen. 
Dit op grond van het Una Via-beginsel (het verbod op dubbele vervolging), vastgelegd in de Algemene wet bestuursrecht art. 5:44. 
Ook Hiddinks belastingadviseur werd veroordeeld. Hiddink ging niet in hoger beroep.

## Guus Hiddink Stadion in Nederland
Op 25 augustus 2008 maakte Omroep Gelderland bekend dat het nieuwe stadion van De Graafschap uit Doetinchem naar alle waarschijnlijkheid het Guus Hiddink Stadion zou gaan heten. De bouwplannen gingen echter niet door.

## Loopbaan als speler
| Periode   | Club                 | Land             | Competitie                       |
| --------- | -------------------- | ---------------- | -------------------------------- |
| 1967–1970 | De Graafschap        | Nederland        | Tweede divisie en Eerste divisie |
| 1970–1972 | PSV                  | Nederland        | Eredivisie                       |
| 1972–1977 | De Graafschap        | Nederland        | Eerste divisie en Eredivisie     |
| 1977–1981 | N.E.C.               | Nederland        | Eredivisie                       |
| 1978      | Washington Diplomats | Verenigde Staten | NASL                             |
| 1980      | San José Earthquakes | Verenigde Staten | NASL                             |
| 1981–1983 | De Graafschap        | Nederland        | Eredivisie en Eerste divisie     |

## Loopbaan als trainer
| Periode   | Club          | Land       | Competitie       | Functie           |
| --------- | ------------- | ---------- | ---------------- | ----------------- |
| 1981–1984 | De Graafschap | Nederland  | Eredivisie       | Assistent-trainer |
| 1984–1987 | PSV           | Nederland  | Eredivisie       | Assistent-trainer |
| 1987–1990 | PSV           | Nederland  | Eredivisie       | Trainer           |
| 1990–1991 | Fenerbahçe    | Turkije    | Süper Lig        | Trainer           |
| 1991–1994 | Valencia      | Spanje     | Primera División | Trainer           |
| 1994–1998 | Nederland     | Nederland  |                  | Bondscoach        |
| 1998–1999 | Real Madrid   | Spanje     | Primera División | Trainer           |
| 1999–2000 | Real Betis    | Spanje     | Primera División | Trainer           |
| 2000–2002 | Zuid-Korea    | Zuid-Korea |                  | Bondscoach        |
| 2002–2006 | PSV           | Nederland  | Eredivisie       | Trainer           |
| 2005–2006 | Australië     | Australië  |                  | Bondscoach        |
| 2006–2010 | Rusland       | Rusland    |                  | Bondscoach        |
| 2009      | Chelsea       | Engeland   | Premier League   | Trainer           |
| 2010–2011 | Turkije       | Turkije    |                  | Bondscoach        |
| 2012–2013 | Anzhi         | Rusland    | Premjer-Liga     | Trainer           |
| 2014–2015 | Nederland     | Nederland  |                  | Bondscoach        |
| 2015–2016 | Chelsea       | Engeland   | Premier League   | Trainer           |
| 2018–2019 | China O21     | China      |                  | Bondscoach        |
| 2020–2021 | Curaçao       | Curaçao    |                  | Bondscoach        |

## Erelijst

### Als speler
| Tweede divisie | 1x | 1968/69 |

### Als trainer
| Competitie                 |        |                                                      |     |     |
| Competitie                 | Aantal | Jaren                                                |     |     |
| PSV                        | PSV    | PSV                                                  | PSV | PSV |
| -------------------------- | ------ | ---------------------------------------------------- | --- | --- |
| Internationaal             |        |                                                      |     |     |
| Europacup I                | 1x     | 1987/88                                              |     |     |
| Nationaal                  |        |                                                      |     |     |
| Eredivisie                 | 6x     | 1986/87, 1987/88, 1988/89, 2002/03, 2004/05, 2005/06 |     |     |
| KNVB beker                 | 4x     | 1987/88, 1988/89, 1989/90, 2004/05                   |     |     |
| Real Madrid                |        |                                                      |     |     |
| Wereldbeker voor clubteams | 1x     | 1998                                                 |     |     |
| Chelsea                    |        |                                                      |     |     |
| FA Cup                     | 1x     | 2008/09                                              |     |     |

## Onderscheidingen
- AFC Manager van het Jaar: 2002
- World Soccer Manager van het Jaar: 2002
- Nederlands Coach van het Jaar (Sport): 2002 en 2005
- Rinus Michels Award: 2005 en 2006
- Russisch Coach van het Jaar: 2008
- Eredoctoraat ontvangen van de Universiteit van Seoul: 2005
- De mascotte van voetbalclub De Graafschap is als eerbetoon vernoemd naar Guus Hiddink. Hiddink is bij deze club zowel speler als trainer geweest.
- Het Gwangju World Cupstadion werd hernoemd als het Guus Hiddink Stadion in 2002, nadat hij Zuid-Korea naar de halve finales leidde tijdens het WK van dat jaar.
- In 2002 werd Hiddink benoemd als ereburger van de stad Seoul, nadat hij Zuid-Korea naar de halve finales leidde tijdens het WK van dat jaar.
- In 2006 werd Hiddink benoemd als ereburger van de stad Eindhoven, nadat hij voor de zesde keer een landskampioenschap won met PSV.
- In 2006 werd Hiddink, als trainer van het Australische voetbalelftal, op een postzegel gedrukt van de Australia Post vanwege het WK van dat jaar.
- In september 2007 kreeg Guus Hiddink de oeuvreprijs van de KNVB vanwege zijn prestaties in binnen- en buitenland. Hij was hiermee na Rinus Michels en Johan Cruijff de derde trainer die deze onderscheiding kreeg.[22]

## Trivia
- Arriva rijdt in de Achterhoek met treinstel 10367, dat de naam 'Guus Hiddink' draagt
- Door een weddenschap ging na het winnen van de Wereldbeker met Real Madrid in 1998 z'n snor eraf.